# ARFU Asian Rugby Championship 1996
Die ARFU Asian Rugby Championship 1996 war ein Wettbewerb für asiatische Nationalmannschaften in der Sportart Rugby Union. Es handelte sich um die 15. Ausgabe der vom Verband Asian Rugby Football Union (ARFU) organisierten Rugby-Union-Asienmeisterschaft. Beteiligt waren sieben Mannschaften, die vom 22. bis 29. Oktober an einem Turnier in Taipeh in zwei Gruppen gegeneinander antraten. Nach dem Finale stand Japan zum elften Mal als Asienmeister fest.

## Vorrunde

### Gruppe A
|    | Land     | Spiele | Siege | Unent. | Ndlg. | Spiel- punkte | Diff. | Tabellen- punkte |
| -- | -------- | ------ | ----- | ------ | ----- | ------------- | ----- | ---------------- |
| 1. | Japan    | 3      | 3     | 0      | 0     | 226:17        | + 209 | 6                |
| 2. | Taiwan   | 3      | 2     | 0      | 1     | 53:80         | − 27  | 4                |
| 3. | Thailand | 3      | 2     | 0      | 1     | 47:144        | − 97  | 2                |

| 2. November 1996 | Taiwan | 53 : 15 | Thailand | Taipei Municipal Stadium, Taipeh |
| 2. November 1996 |        |         |          | Taipei Municipal Stadium, Taipeh |

| 4. November 1996 | Japan | 141 : 10 | Thailand | Taipei Municipal Stadium, Taipeh |
| 4. November 1996 |       |          |          | Taipei Municipal Stadium, Taipeh |

| 6. November 1996 | Taiwan | 12 : 101 | Japan | Taipei Municipal Stadium, Taipeh |
| 6. November 1996 |        |          |       | Taipei Municipal Stadium, Taipeh |

### Gruppe B
|    | Land      | Spiele | Siege | Unent. | Ndlg. | Spiel- punkte | Diff. | Tabellen- punkte |
| -- | --------- | ------ | ----- | ------ | ----- | ------------- | ----- | ---------------- |
| 1. | Südkorea  | 3      | 3     | 0      | 0     | 147:29        | + 118 | 6                |
| 2. | Hongkong  | 3      | 2     | 0      | 1     | 245:32        | + 213 | 4                |
| 3. | Sri Lanka | 3      | 1     | 0      | 2     | 75:154        | − 79  | 2                |
| 4. | Malaysia  | 3      | 0     | 0      | 3     | 12:264        | − 252 | 0                |

| 3. November 1996 | Hongkong | 103 : 5 | Malaysia | Taipei Municipal Stadium, Taipeh |
| 3. November 1996 |          |         |          | Taipei Municipal Stadium, Taipeh |

| 3. November 1996 | Südkorea | 60 : 20 | Sri Lanka | Taipei Municipal Stadium, Taipeh |
| 3. November 1996 |          |         |           | Taipei Municipal Stadium, Taipeh |

| 5. November 1996 | Hongkong | 66 : 13 | Sri Lanka | Taipei Municipal Stadium, Taipeh |
| 5. November 1996 |          |         |           | Taipei Municipal Stadium, Taipeh |

| 5. November 1996 | Südkorea | 112 : 5 | Malaysia | Taipei Municipal Stadium, Taipeh |
| 5. November 1996 |          |         |          | Taipei Municipal Stadium, Taipeh |

| 7. November 1996 | Südkorea | 19 : 15 | Hongkong | Taipei Municipal Stadium, Taipeh |
| 7. November 1996 |          |         |          | Taipei Municipal Stadium, Taipeh |

| 7. November 1996 | Sri Lanka | 31 : 6 | Malaysia | Taipei Municipal Stadium, Taipeh |
| 7. November 1996 |           |        |          | Taipei Municipal Stadium, Taipeh |

## Platzierungsspiele

### Spiel um Platz 3
| 9. November 1996 | Taiwan | 12 : 114 | Hongkong | Taipei Municipal Stadium, Taipeh |
| 9. November 1996 |        |          |          | Taipei Municipal Stadium, Taipeh |

### Finale
| 9. November 1996 15:45 CST | Japan                                                                               | 41 : 25         | Südkorea                                                   | Taipei Municipal Stadium, Taipeh Schiedsrichter: P. Prachaniyom (Thailand) |
| 9. November 1996 15:45 CST | Versuche: Izawa Kajihara Ōhata (3) Ozeki Erhöhungen: Hirose Straftritte: Hirose (3) | (11:12) Bericht | Versuche: Kim (2) No Yu Erhöhungen: Song Straftritte: Song | Taipei Municipal Stadium, Taipeh Schiedsrichter: P. Prachaniyom (Thailand) |